# Samo ku waar
Samo ku waar (del somalí: Larga vida con paz) es el himno nacional del Estado no reconocido de Somalilandia.

## Historia
El himno fue escrito y compuesto por Hassan Sheikh Mumin (Artículo en Inglés), un famoso compositor de Somalia. El himno fue adoptado en 1997 y se canta en idioma somalí.

## Letra

### Letra en idioma somalí
Samo ku waar, samo ku waar
Samo ku waar, samo ku waar
Samo ku waar, samo ku waar
Sarreeye calanka sudhan Bilay dhulkiisaa,
Samo ku waariyoo Iyo bogaadin sugan
Hanbalyo suuban kugu salaannee
Samo ku waar
Hanbalyo suuban kugu salaannee
Samo ku waar
Geesiyaashii naftooda u sadqeeyay
Qarannimada Soomaaliland
Geesiyaashii naftooda u sadqeeyay :Qarannimada Soomaaliland
Xuskooda dhowrsan kugu salaannee
Samo ku waar
Xuskooda dhowrsan kugu salaannee
Samo ku waar
Guulside xanbaarsan
Soo noqoshadiisa
Guulside xanbaarsan
Soo noqoshadiisa
Kalsooniduu mutaystayee dastuurka
Dastuurka ku salaan kugu salaanay
Midnimo walaalnimo Goobanimo
Midnimo walaalnimo Goobanimo
Islaanimo kugu salaanee samow samidiyo
Islaanimo kugu salaanee samow samidiyo
Samo ku waar samo ku waar Soomaaliland
Samo ku waar samo ku waar Soomaaliland
Samo ku waar samo ku waar Soomaaliland
Samo ku waar samo ku waar Soomaaliland

### Traducción
Larga vida con paz, la larga vida con paz.
Larga vida con paz, la larga vida con paz.
Larga vida con paz, la larga vida con paz.
Para la bandera de alto vuelo.
Eso trae la belleza de nuestra tierra.
Larga vida con paz
y la admiración.
Os saludamos con alegría,
larga vida con paz.
Os saludamos con alegría,
larga vida con paz
Los héroes que sacrificaron sus vidas
para la nación de Somalilandia.
Los héroes que sacrificaron sus vidas
para la nación de Somalilandia.
Os saludamos con la memoria.
Larga vida con paz.
Os saludamos con la memoria.
Larga vida con paz.
Y el retorno de éxito portador.
Y el retorno de éxito portador.
Para el símbolo de renacimiento.
Para la constitución de confianza.
Os saludamos con la unidad, la hermandad.
Os saludamos con la unidad, la hermandad.
Soberanía y Muslimhood.
Soberanía y Muslimhood.
Larga vida con la paz, la larga vida con paz Somalilandia.
Larga vida con la paz, la larga vida con paz Somalilandia.
Larga vida con la paz, la larga vida con paz Somalilandia.
Larga vida con la paz, la larga vida con paz Somalilandia.